# 徐州会戦
徐州会戦（じょしゅうかいせん）または徐州作戦とは、日中戦争（支那事変）中の1938年（昭和13年）4月7日から6月7日まで、江蘇省・山東省・安徽省・河南省の一帯で行われた日本陸軍と中国軍（国民革命軍）による戦いである。
直前に行われた台児荘の戦いで撤退したあと、中国軍主力が徐州近郊にいることを掴んでいた日本軍は、徐州の南北から侵攻し、台児荘の敗北での報復も兼ねて中国軍の殲滅を図った。5月19日に徐州を無血で占領したが、その直前に撤退していた国民党軍主力への包囲撃滅作戦は失敗に終わった。また、作戦後に退却する中国軍が黄河の堤防を破壊し、黄河決壊事件にも発展した。

## 背景
1937年12月の南京攻略後、日本政府は1938年1月16日に「国民政府を対手とせず」との声明を発表し（近衛声明）、戦争終結の糸口を失っていた。日本はすでに多くの兵力を動員していたため、国力を蓄える必要があった。そのため、参謀本部では1938年夏までは新作戦を行わないという方針を固め、2月16日の御前会議で天皇の承認を得た。一方、黄河の線まで到達していた北支那方面軍と南京占領後停止していた中支那派遣軍は、津浦線（天津―浦口）を打通して南北の占領地域を繋げることを要望していたが、参謀本部には認められていなかった。
参謀本部の方針は、1938年内は作戦を休止して国力を蓄積し、1939年以降から大作戦を行うという長期持久構想だった。現地軍はこの消極的な方針に不満を持っており、参謀本部の河辺虎四郎作戦課長は現地に赴いて説得に努めたが納得を得られなかった。河辺は帰京直後の3月1日に更迭され、後任には稲田正純中佐が就いた。稲田中佐は、現地軍をコントロールするためには積極的な作戦が必要だと考えていた。こうした時に、山東省の第2軍が占領地正面の中国軍を撃滅したいと要請してきた。参謀本部はこれを認可したが、第10師団と第5師団の一部部隊が山東省最南部の台児荘に進出したところ、中国軍の大部隊に包囲されて苦戦、撤退するという事態に至った。
中国軍は第5戦区司令長官李宗仁指揮のもとに、野戦軍約40万から50万人の大兵力を徐州付近に集結させていた。徐州は津浦線と隴海線（蘭州―連雲港）の交差する地点でかつ山東・河南・安徽・江蘇四省の戦略・交通上の要衝である。台児荘はその徐州防衛の第一線で、中央直系の第20軍団（湯恩伯）も投入されていた。台児荘の戦い後には、第5戦区軍の兵力は増援を受けて60万人にまで拡充された。日本陸軍内では、この好機を捉えて国民党軍主力を包囲撃滅しようという意見が高まった。
4月7日、大本営は「徐州付近の敵を撃破」することを北支那方面軍・中支那派遣軍に命じ、不拡大方針は二ヶ月足らずで放棄された。参謀本部作戦部長橋本群少将らが大本営から派遣され両軍を作戦指導することになったが、作戦会議では「徐州の攻略」（方面軍・第2軍）と「敵の包囲撃滅」（派遣軍・第1軍）どちらを優先するかで意見が対立した。大本営派遣班は徐州攻略に同調したが、結局明確な判決を出さないまま作戦は開始された。また、徐州作戦の実施に伴って次期作戦である漢口・広東攻略の研究も始まっていた。

## 参加兵力
| - 北支那方面軍 - 司令官：寺内寿一大将 - 第1軍 - 軍司令官：香月清司中将→梅津美治郎中将 - 第14師団 - 師団長：土肥原賢二中将 - 第2軍 - 軍司令官：東久邇宮稔彦王中将 - 第5師団 - 師団長：板垣征四郎中将 - 第10師団 - 師団長：磯谷廉介中将 - 第16師団 - 師団長：中島今朝吾中将 - 第114師団 - 師団長末松茂治中将（後方警備） - 混成第3旅団・混成第13旅団 （関東軍から増援） - 臨時航空兵団 - 中支那派遣軍 - 司令官：畑俊六大将 - 第3師団 - 師団長：藤田進中将 - 第9師団 - 師団長：吉住良輔中将 - 第13師団 - 師団長：荻洲立兵中将 - 岩仲挺進隊（戦車第1大隊基幹) - 佐藤支隊 - 長：佐藤正三郎少将（第101師団から派遣） - 坂井支隊 - 長：坂井徳太郎少将（第6師団から派遣） - 海軍部隊 （連雲港に上陸） | - 第5戦区 - 司令長官：李宗仁上将（※各兵団は徐州放棄時の区分） - 魯南兵団 - 孫連仲上将（第2集団軍総司令） - 第2集団軍 - 第22集団軍 - 第51軍、第60軍、第46軍、第22軍、第75軍 - 第140師 - 隴海兵団 - 湯恩伯上将（第20軍軍長） - 第20軍、第2軍、第68軍、第59軍、第92軍 - 淮北兵団 - 廖磊上将（第21集団軍総司令） - 第21集団軍 - 第31軍、第77軍 - 淮南兵団 - 李品仙上将（第5戦区副司令長官） - 第26集団軍 - 第27集団軍 - 蘇北兵団 - 韓徳勤上将（第24集団軍総司令） - 第24集団軍 - 第59軍 - 軍長：張自忠上将 （撤退援護） - 第38師、第180師、第21師、第139師、第27師 - 第1戦区 - 司令長官：程潜上将、副司令長官：劉峙上将 - 第1兵団 - 総司令：薛岳上将 - 第17軍団 - 第39軍、第64軍、第27軍、第71軍、第74軍 - 第20集団軍 - 総司令：商震上将 |

## 作戦経過

### “吸引”作戦
徐州作戦の構想は、まず台児荘の北と北東にいる第10師団・第5師団が中国軍の大兵力を徐州付近に引きつける。一方、第14師団と第16師団が微山湖西側から南下して徐州を目指し、南から中支那派遣軍（第9師団・第13師団）が北上して中国軍を包囲するという計画である。
第5、第10師団による「吸引」作戦は、台児荘戦に引き続いて行われた。第5師団の国崎支隊（国崎登少将）は、4月19日から沂州へ総攻撃を行って占領した。その後沂河の東岸に沿って南下したが、4月26日馬頭鎮南の北労溝で中国軍6個師に包囲され20日間身動きがとれなくなった。西側を進んでいた坂本支隊（坂本順少将）も同様に包囲されていた。第5、第10師団の部隊は、いずれも優勢な中国軍により前進を止められ損害が増加していった。
5月7日、第2軍司令官東久邇宮稔彦王中将は作戦発動を命令した。第5・第10師団は動くことができないため、第16師団のみが前進を開始、済寧を通って南下した。国崎支隊が攻勢に転じたのは第16師団の片桐支隊（片桐護郎大佐）が到着した5月10日以降で、坂本支隊は5月15日から追撃を開始した。

### 徐州への進撃
中支那派遣軍司令官畑俊六大将は、5月5日に第9師団と第13師団に前進を命令、徐州作戦を発動した。畑大将は、第2軍が苦戦していることを知ると南京警備の第3師団にも出撃を命令した。これらの師団を支援するために、佐藤支隊が江蘇省阜寧を攻略し（5月7日）、坂井支隊が安徽省廬州を攻略した（5月14日）。
第5戦区司令長官・李宗仁は、中支那派遣軍が日本の主攻部隊だと判断していた。西方の隴海線を切断しようとする日本軍に対し、中国軍の配置は台児荘・沂州方面に偏っており、李宗仁は部隊の配置転換を急がせた。中支那派遣軍の畑大将は、この動きを「退却」と判断して第9、第13師団に急進を命令した。

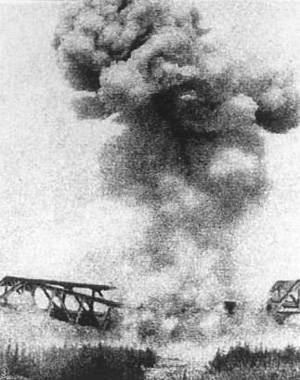
岩仲挺進隊により爆破された隴海線鉄橋（5月14日）

最左翼を北上する第13師団は、戦車第1大隊を基幹に岩仲挺進隊（岩仲義治大佐）を編成し、中国軍の退路遮断（隴海線爆破）を命じた。5月12日に岩仲挺進隊は永城を占領、その後は直協機に誘導されて北上し韓道口を攻撃した。14日、中国軍が韓道口で牽制されている隙に、挺進隊は汪閣付近の隴海線鉄橋を爆破した。翌日、第16師団から派遣された今井支隊（今井俊一大佐・戦車第2大隊基幹）も鉄橋付近の3箇所を爆破した。
5月16日、李宗仁は徐州を放棄する決意を固め、第5戦区軍を5つの兵団（魯南・隴海・淮北・淮南・蘇北）に改編した。この5兵団にそれぞれ転進地区を指定し退却を命令、第59軍（張自忠・5個師）は徐州周辺に配置して主力の撤退を援護させた。中国軍主力は徐州から南東に向かって江蘇省北部の湖沼地帯に退却した後、日本軍の包囲網を突破して西方に脱出した。躊躇せず徐州を放棄したことにより、損害は上海-南京戦のような全面的潰走に比べ遥かに少なく済んだ。
第13師団は他の師団以上の速度で強行軍を続け、5月17日、歩兵第65連隊は徐州西南西の覇王山（第59軍第21師守備）を急襲し山頂を奪取した。18日、第3師団は宿県（徐州南方）を攻撃し、第9師団は蕭県の第180師を敗走させた。5月19日、歩兵第65連隊と岩仲戦車隊は無人となった市街に突入し、「徐州一番乗り」をはたした。5月25日、北支那方面軍司令官・寺内寿一大将と中支那派遣軍司令官・畑俊六大将がそろって徐州入城式をおこなった。中国軍主力を取り逃がした日本軍は、その後追撃態勢に入った。

### 蘭封の戦い

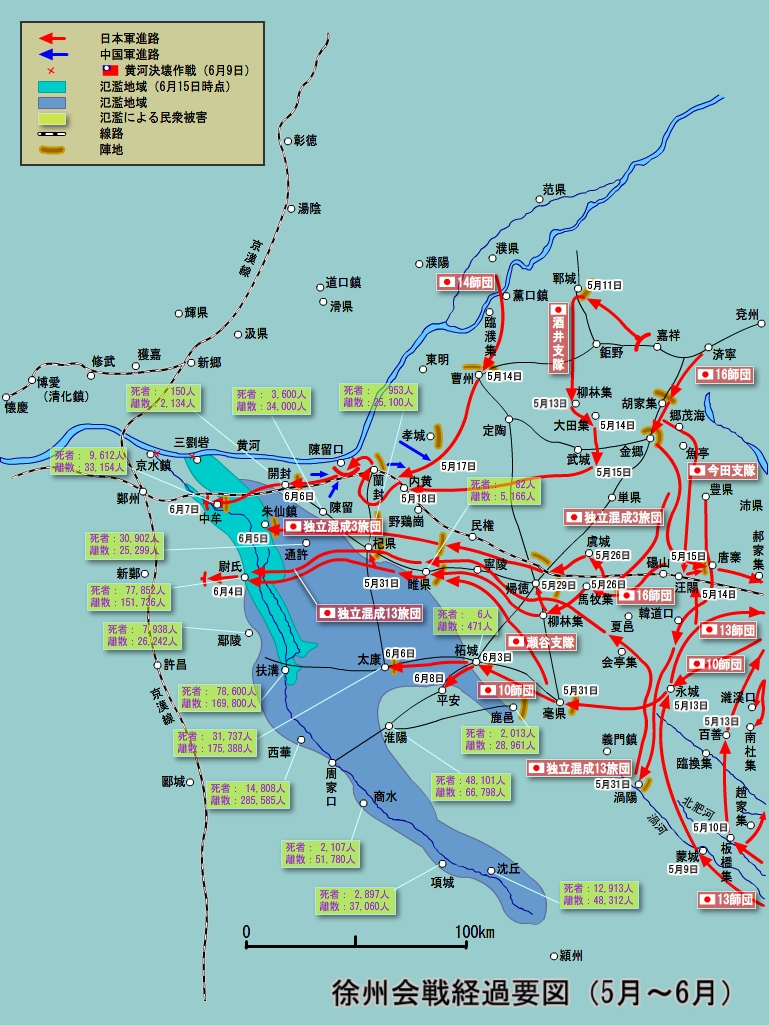
徐州作戦（隴海線方面）の戦闘経過と黄河氾濫地域

作戦前、第1軍司令官香月中将は武漢作戦にそなえる意味で河南省の開封占領を主張していたが、北支那方面軍に反対されたため開封より東の蘭封（らんほう）に目標をおさえていた。作戦開始後、第14師団の黄河渡河を援護する予定だった酒井支隊（酒井隆少将・第14師団所属）は、突如第2軍に配属され、第16師団の援護に転用されてしまった。方面軍司令部によるこの措置に第1軍司令部は驚愕したが、5月12日、第14師団は独力で黄河を渡り、蘭封を目指した。
北支那方面軍は、再三にわたり第14師団を帰徳へ東進させるよう命令を出したが、かねてから方面軍司令部の統率に不満を募らせていた第1軍司令部はこれを拒絶し続けた。5月19日、徐州が攻略され中国軍主力は脱出したことがわかると日本軍は追撃にうつり、第1軍の蘭封攻撃が認められた。
ところが、内黄の第14師団では補給線が攻撃にさらされて食料・弾薬が不足していた。そこで、歩兵第59連隊で蘭封を攻撃して牽制し、師団主力は南から迂回して隴海線を遮断、陳留口（黄河の渡河点）を確保して補給を受けることにした。5月21日に行動を開始し、師団主力は中国軍戦車を撃破しながら隴海線を遮断した。蘭封を守備する第27軍（桂永清）の抵抗は激しく、第59連隊に対して列車砲（仏製24cm）による砲撃も加えてきた。5月24日、師団主力は渡河点を確保し第59連隊の救出に向かったが、蘭封の中国軍は損害の増加により撤退したあとだった。
第14師団は蘭封を占領したが、その周囲は第1戦区豫東兵団（12個師）によって取り囲まれていた。中国軍は総攻撃の準備を整え、第14師団は黄河を背にして円陣を敷いた。5月26日、中国軍は第一次総攻撃を開始、師団は防戦しつつ救援を要請した。方面軍では、第14師団の救出を理由に開封攻略が承認され、第16師団が帰徳から杞県（蘭封の南）へ向かった。蔣介石は第14師団の殲滅を厳命したが、中国軍は連日の猛攻撃でも攻めあぐねていた。5月31日、第16師団が杞県へ進出したため、中国軍は第14師団の包囲を解いて転進した。香月中将は更迭により、6月4日に第1軍司令官を離任した。

### 追撃の頓挫

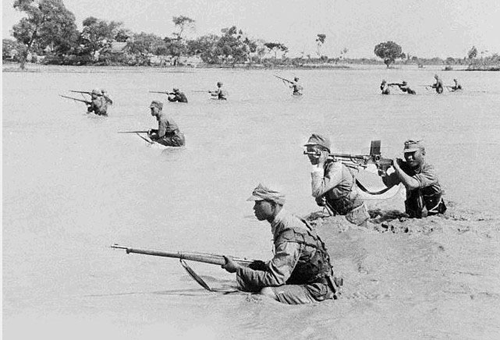
氾濫地帯で作戦中の中国兵

大本営は作戦の制限ラインを蘭封までと定めていたが、6月2日、北支那方面軍はその線を越えた西方（中牟、尉氏）への追撃作戦を命令した。第14師団は開封・中牟、第16師団は尉氏へ向かって西進を開始した。
中国軍第1戦区の主力はすでに京漢線以西への撤退を急いでいた。しかし、このまま京漢線の要地（鄭州・新鄭）に日本軍がたどりつきまっすぐ南下すれば、漢口が脅威にさらされる。そこで第1戦区副司令劉峙は、司令長官程潜に対し「黄河氾濫」によって日本軍の動きを止めることを進言した。6月4日、蔣介石の承認を得ると、中牟北方の三劉寨付近に部隊を送り堤防爆破の準備に取り掛かった。第14師団は6月5日に開封を占領、一部の追撃隊は6月7日に中牟を占領した。この日の夜、中国軍は堤防を爆破したが黄河は氾濫しなかった。このため、更に西方の京水鎮付近・花園口堤防を6月9日に爆破したが、これも効果無しとみられた。しかし6月11日、未明からの大雨で黄河は増水し、夜には三劉寨の破壊口から濁流が溢れ出した。
中牟に進出していた第27旅団（歩兵第2連隊・歩兵第59連隊）や尉氏の第16師団は浸水により孤立した。このため第2軍司令部が工兵隊を派遣し、部隊は鉄舟により救助された。また、工兵部隊は堤防の修理や住民の救助にもあたった。
流水は南方の周家口まで達していたが、6月17日には冠水地域が減少し始めた。まだ本格的な雨季に入っておらず、11日の雨で一時的には氾濫したが、その後は晴天が続いたため暑さで水が蒸発してしまった。徐州まで浸水させ日本が津浦線を使えなくなることを期待していた中国側にとってその軍事的な効果は小さかったが、日本軍の前進をくい止めることには成功した。

## 結果
6月17日、第2軍司令部は第10師団、第14師団、第16師団に後方集結を命令した。参謀本部の堀場一雄少佐は、中央の統制が現地に及ばないまま作戦が拡大していくことを危惧していたが、黄河の氾濫という形で徐州作戦は打ち切られた。
徐州作戦の結果、津浦線の打通によって日本軍は南北の連絡が可能となり、隴海線の開封以東も確保した（隴海線の東端連雲港は陸海共同で攻略する計画であったが、5月20日に海軍が抜け駆けて占領したため、陸軍部隊は途中で引き返した）。また、中国側の「台児荘の勝利」という誇大宣伝にも打撃を与えることができた。
しかし、包囲殲滅という目標は達成できなかった。大本営は、第13師団の暴走により包囲網が崩れたと評したが、作戦目的には曖昧さが残っていた。日本軍の兵力は中国側のおよそ3分の1であり、広大な戦場で包囲作戦を行うには兵力が足りなかった。徐州作戦における日本軍の全体的な損害は不明であるが、2月から5月までの戦死者は2,130人、負傷8,586人だった。また、6月29日に徐州で行われた合同慰霊祭では、第2軍の戦没者7,452柱が弔われている。日本軍の推定では、中国軍兵力の約1割（参加兵力60万人なら6万人）を撃滅したとしている。
蔣介石は、徐州に兵力を集結させ、そこへ日本軍を引きつけさせることで武漢防衛の時間を稼ごうとしていた。黄河の決壊で日本軍の追撃が止まった頃、蔣介石は武漢にある政府機関や大学などを奥地の重慶や昆明へ避難させるよう指示した。大本営は徐州作戦のころから漢口の攻略を予期しており、6月15日の御前会議で武漢作戦と広東作戦への着手が正式に決定された。